# Abaz II do Egito
Abaz II Hilmi Bei (também conhecido como Abbas Hilmi Paxá) (em árabe: عباس حلمي باشا) (Alexandria ou Cairo, 14 de julho de 1874 – Genebra, 19 de dezembro de 1944) foi o último Quediva do Egito e Sudão (8 de janeiro de 1892 – 19 de dezembro de 1914).

## Vida
Abbas era filho do quediva Tawfiq do Egito. Ambos vieram da dinastia de Muhammad Ali, que no Egito carregava o título de quediva em vez de wali (governador) para expressar a soberania nominal do Império Otomano sobre o Egito independente de fato. Na Guerra Anglo-Egípcia, a Grã-Bretanha ocupou o Egito em 1882 sem encerrar a atribuição oficial do país ao Império Otomano. A política do país, mas agora era em grande parte determinada pelo cônsul geral britânico Evelyn Baring.
Abbas foi enviado para a Suíça aos dez anos de idade para prepará-lo para seu treinamento no Theresianum em Viena. Ele teve que interromper seu treinamento em Viena em 1892, quando sucedeu a seu pai, que morreu repentinamente. No início de seu reinado, Abbas II se cercou de um grupo de conselheiros europeus que se opunham à ocupação britânica do Egito. Isso o encorajou a desafiar Evelyn Baring, substituindo seu primeiro-ministro doente por um nacionalista egípcio. Durante este tempo, o sirdar britânico (comandante-chefe) do exército egípcio Francis Grenfell, a quem Abbas era hostil, foi chamado de volta. Em janeiro de 1894, Abbas empreendeu uma viagem de inspeção à fronteira da província egípcia do Sudão, na qual a revolta de Mahdi estava ocorrendo nessa época. Em Wadi Halfa, Abbas II fez declarações públicas nas quais menosprezou as unidades do exército egípcio comandadas por oficiais britânicos. O novo comandante britânico do exército egípcio, Herbert Kitchener, imediatamente exigiu um pedido de desculpas e também exigiu a demissão do ministro da Guerra nacionalista; caso contrário, ele ameaçou renunciar.
Sob Kitchener, uma força anglo-egípcia foi capaz de recapturar a província perdida do Sudão em 1898. Este se tornou o condomínio anglo-egípcio em 1899.
Abbas II viu a conexão com o Império Otomano como uma oportunidade de minar o protetorado britânico. Parte de seus esforços para melhorar as relações com a Sublime Porta foram várias visitas a para as negociações. Ele também encomendou ao arquiteto italiano Delfo Seminati em 1907 a construir o Palácio Khedive em Beykoz / Istambul.
Por causa do apoio do movimento nacionalista contra a ocupação britânica, Abbas II foi, na Primeira Guerra Mundial afastado pelos britânicos em 18 de dezembro de 1914 e foi para o exílio. O sucessor de Abbas foi seu tio Hussein Kamil, como sultão do Egito. Abbas morreu em Genebra em 19 de dezembro de 1944.
Abbas Hilmi era casado com Djavidan Hanum.